# Блікса Барґельд
Блікса Барґельд ( Західний Берлін, 12 січня 1959) — німецький музикант, художник-виконавець, композитор, автор і актор. Він є керівником групи Einstürzende Neubauten та членом-засновником групи Nick Cave and the Bad Seeds, в якій він працював гітаристом до 2003 року. Його псевдонім — данина пам'яті художнику-дадаїсту Йоганнесу Теодору Бааргельду. Перша назва походить від марки волоконних ручок.
Після того, як його дружина Ерін офіційно змінила своє прізвище з Чжу на сценічне прізвище Барґельд, він взяв його на себе і з тих пір називається Крістіан Барґельд, але публічно використовує лише ім'я художника Блікса.